# Barett (US-Streitkräfte)
Das Tragen von Baretten in den Streitkräften der Vereinigten Staaten geht auf den Zweiten Weltkrieg zurück. Seit dieser Zeit haben die Teilstreitkräfte der US-Streitkräfte das Tragen von Baretten unterschiedlich gehandhabt. Seit 2001 ist das Barett die angeordnete militärische Kopfbedeckung in der Army für den Dienstanzug, nachdem es vorher auf besondere Truppenteile wie Spezialkräfte oder Fallschirmtruppe (englisch Airborne Troops) beschränkt gewesen war. In der Air Force wird das Barett weiterhin nur von Soldaten mit besonderer Verwendung getragen, während die Space Force, Marine, Marineinfanterie und Küstenwache keine Barette tragen.

## Heer

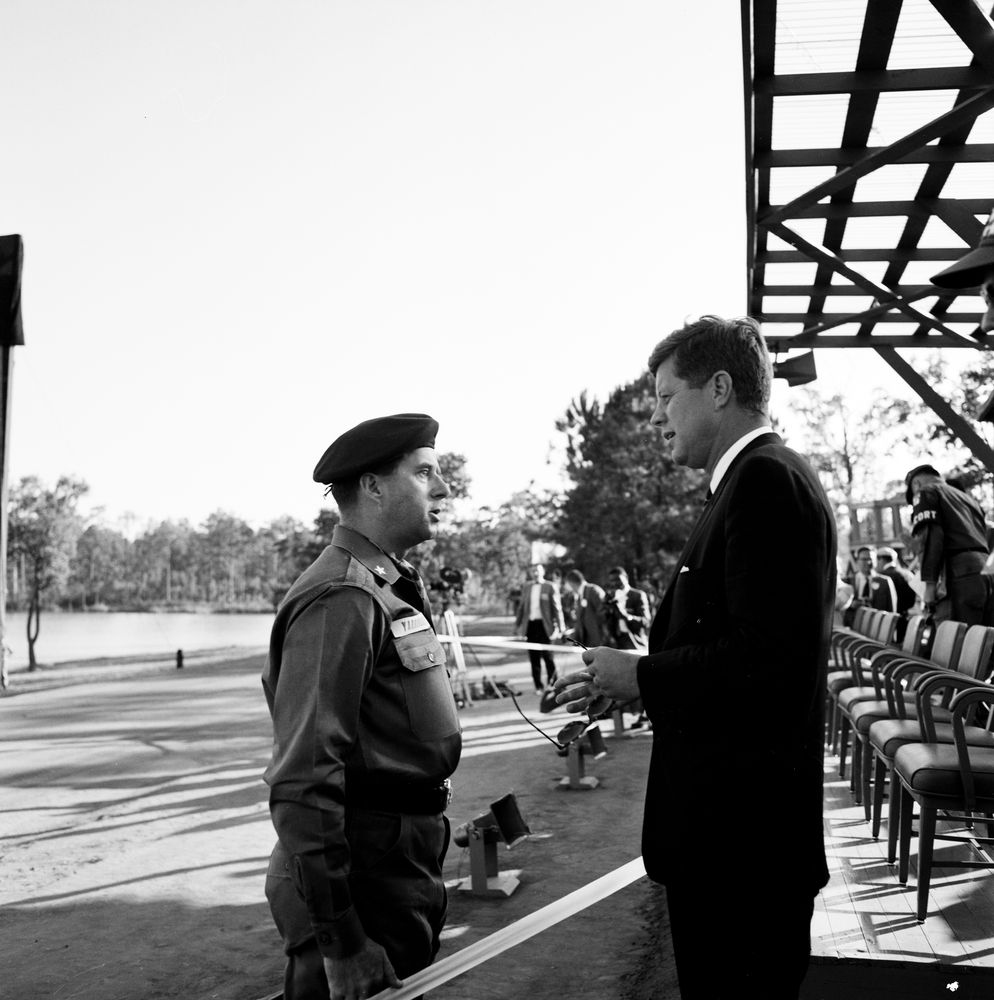
J. F. Kennedy am 12. Oktober 1961 bei seinem Besuch der Special Forces in Fort Bragg mit MG William P. Yarborough mit Barett

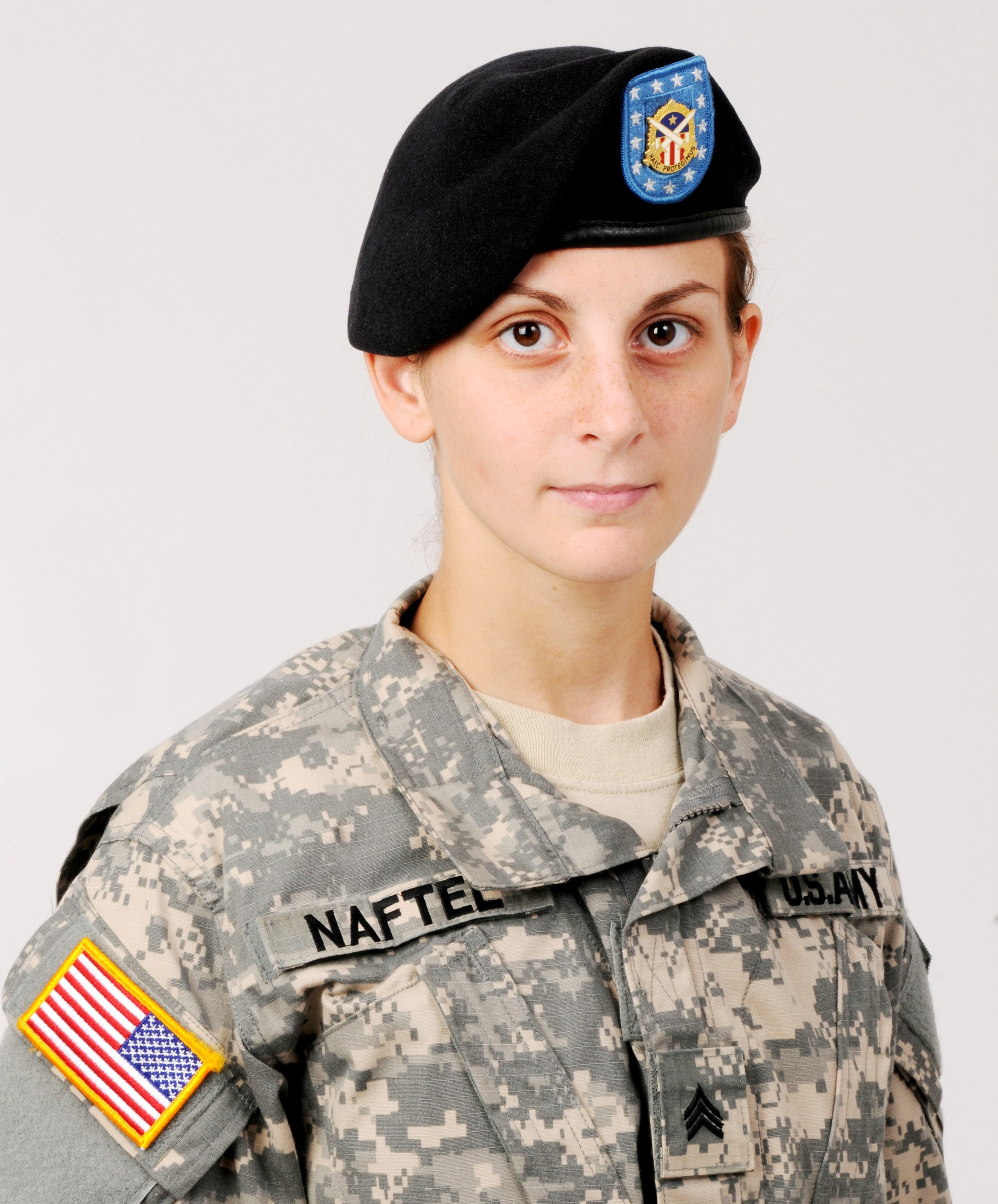
Schwarzes Barett des Heeres

Als Erste im amerikanischen Militär verwendeten Fallschirmjäger des 509. US-Fallschirmjägerregiments der 82. US-Luftlandedivision diese Form militärischer Kopfbedeckung. Die in bordeauxrot gehaltenen Barette stammten aus Beständen der britischen Kollegen, mit denen sie gemeinsam kämpften.
Durch das inoffizielle Tragen eines grünen Baretts erhielten die Special Forces in den 1950er ihren bis heute gültigen Spitznamen Green Berets. Präsident John F. Kennedy machte diese Tradition des Verbands im Jahre 1961 offiziell.
Ab den 1970ern erfreute sich das Tragen eines Baretts vor allem beim Heer zunehmender Beliebtheit. Dabei orientierten sich die Truppenteile an Bündnispartnern aus der direkten Erfahrung. Beispielsweise verwendete die Luftkavallerie schwarze Ausführungen, ähnlich denen der britischen Panzertruppe, während in Deutschland stationierte Soldaten ein schwarzes Barett mit einem rot-weißen Rondell als Abzeichen bevorzugten. Ab dieser Zeit übernahmen auch andere Regimenter das kastanienbraune Barett des 509. Regiments. Die 101. Luftlandedivision führte blaue Versionen ein. Das Tragen schwarzer Ausführungen wurde den Rangers 1975 vom Heeresstab offiziell gestattet.
Im Jahre 1979 reduzierte die Heeresführung das Baretttragen auf die Fallschirmtruppe und Spezialkräfte, da in den Jahren zuvor immer mehr Verbände ihr eignes Barett einführten und man kein Systematik erkennen konnte. 2001 wollte der damalige Stabschef des Heeres Eric K. Shinseki das schwarze Barett der United States Army Rangers als allgemeine Kopfbedeckung für das Heer einführen. Daraufhin gab es starken Widerstand durch ehemalige Angehörige der Rangers. Erst als 2002 die Ranger ein neues sandfarbenes Barett bekamen, wurde der Streit beigelegt. Seit 2011 darf das Barett grundsätzlich nur zum Dienstanzug getragen werden. Zum Feldanzug ist die Feldmütze zu tragen. Ausnahmen darf der Kommandeur zu besonderen Anlässen genehmigen.
Folgende Barettfarben werden im US-Heer verwendet:
| Farbe | Farbe       | Truppengattung                            |
| ----- | ----------- | ----------------------------------------- |
|       | Olivgrün    | 1st Special Forces Command (Green Barets) |
|       | Sandfarben  | United States Army Rangers                |
|       | Bordeauxrot | Fallschirmtruppe                          |
|       | Braun       | Security Force Assistance Command         |
|       | Schwarz     | alle anderen Soldaten                     |

## Luftwaffe

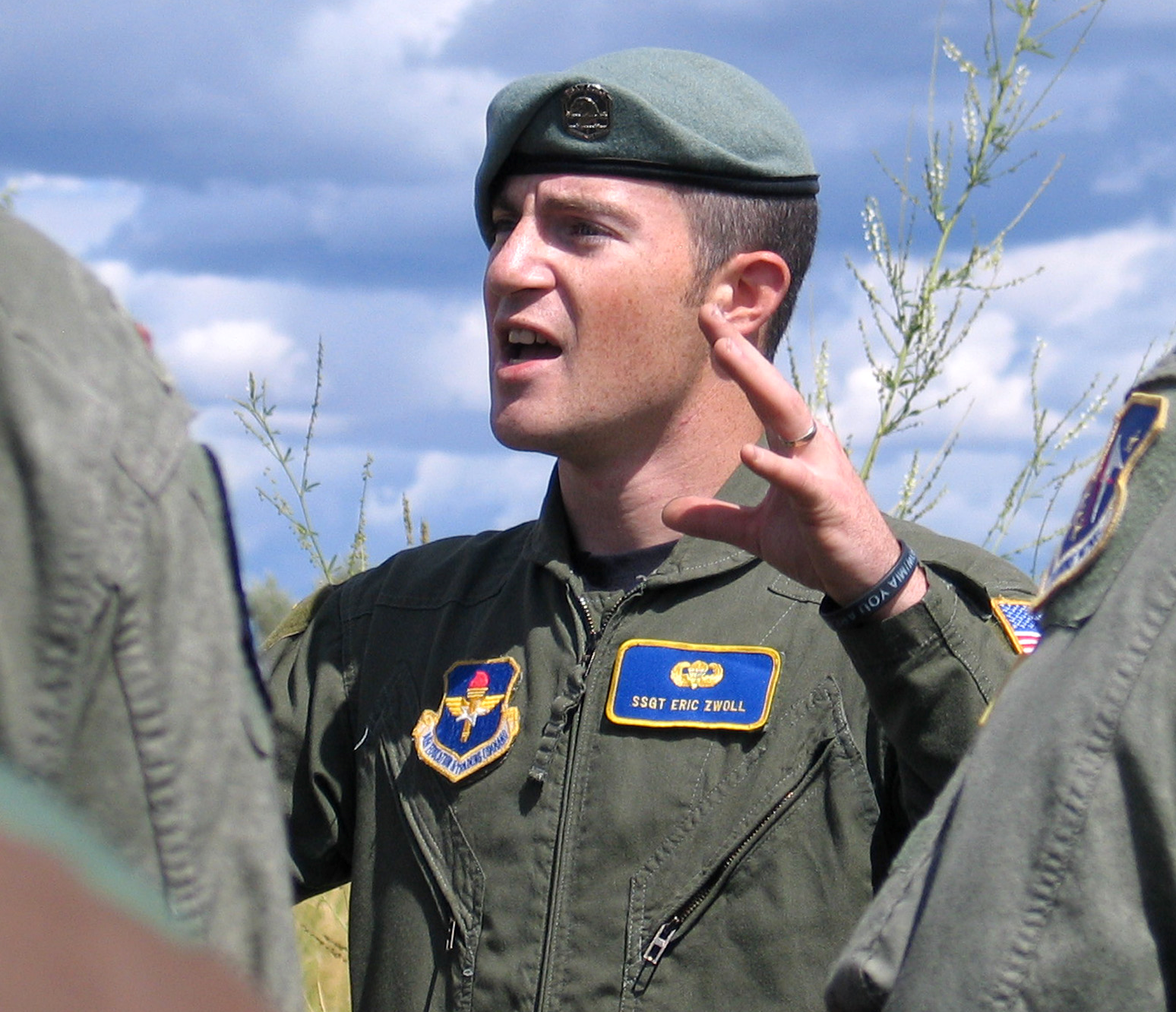
Barett für Ausbilder SERE

In der Air Force begann die unregulierte Verwendung des Baretts ab den 1970ern Einzug zu halten. Von den Gebräuchen des Heeres zunehmend motiviert, setzten sich die im Kampfeinsatz verwendeten Verbindungsoffiziere blaue Barette auf. Ab 1979 wurde den Angehörigen der taktischen Luftkontrolle das Tragen blauer Barette genehmigt. 1984 reichten zwei Verbindungsoffiziere ein vollständiges Konzept für ein Barett und sein Abzeichen ein, welches im Jahr darauf für alle Angehörigen der taktischen Luftkontrolle autorisiert wurde.
| Farbe | Farbe       | Truppengattung                                                     |
| ----- | ----------- | ------------------------------------------------------------------ |
|       | Schwarz     | Tactical Air Control Party                                         |
|       | Bordeauxrot | Fallschirmrettungspersonal und Combat Rescue Officer               |
|       | Rot         | Combat Controller und Special Tactics Officer                      |
|       | Grau        | Spezialaufklärung                                                  |
|       | Dunkelblau  | Sicherungstruppe, Ausbilder an der United States Air Force Academy |
|       | Grün        | SERE Ausbilder                                                     |
|       | Braun       | Combat Aviation Advisors                                           |